# Anna Jung
Hanna Anna Jung-Hauska (ur. 6 czerwca 1944) – prof. dr hab. n. med., lekarz specjalista w dziedzinie pediatrii, nefrologii, alergologii. Kierownik w latach 1991-2015 Kliniki Pediatrii, Nefrologii i Alergologii Dziecięcej Wojskowego Instytutu Medycznego w Warszawie. Prezydent Europejskiego Towarzystwa Termologicznego oraz Polskiego Towarzystwa Diagnostyki Termograficznej w Medycynie.

## Życiorys
- 1967 studia – AM w Warszawie
- 1979 – dr AM w Warszawie
- 1988 – dr hab. – CMKP Warszawa
- prof. zwyczajny – 1997
- specjalizacja I stopnia.: pediatria
- specjalizacja II stopnia.: pediatria, nefrologia, alergologia
- 1978-1991 – z-ca kier. Kliniki Nefrologii, Centrum Zdrowia Dziecka w Warszawie
- od 1991 kierownik Kliniki Pediatrii, Nefrologii i Alergologii Dziecięcej WIM w Warszawie
- Członek Rady Naukowej Wojskowego Instytutu Medycznego
- organizacje: Europejskie Towarzystwo Termologiczne (prezydent od 2003)
- prezes Polskiego Towarzystwa Diagnostyki Termograficznej w Medycynie
- inne organizacje: European Academy of Allergy and Clinical Immunology, Europejskie Towarzystwo Dializ i Transplantacji (EDTA)
- posiada ponad 230 publikacji w specjalistycznej prasie

## Dorobek naukowy
- Metody termograficzne w diagnostyce medycznej  (współautor Janusz Żuber, Warszawa 1997, ISBN 83-906303-6-2)
- A casebook of infrared imaging in clinical medicine (ed. Anna Jung, Janusz Żuber, Francis Ring, 2003,
ISBN 83-916116-2-0)
- Diagnostyka różnicowa krwinkomoczu u dzieci (pod red. Anny Jung, 1997, ISBN 83-906303-5-4)
- Pediatria & Medycyna Rodzinna  (red. nacz. Anna Jung, 2005, ISSN 1734-1531)
- Postępy w pneumonologii i alergologii dziecięcej (red. Ryszard Kurzawa, Anna Jung, Janusz Żuber, 1996,
ISBN 83-903972-1-8)
- Profilaktyka i leczenie kamicy układu moczowego u dzieci  (pod red. Anny Jung, 1995, ISBN 83-903972-0-X)
- Zakażenia układu moczowego u dzieci  (pod red. Anny Jung i Janusza Żubera, 1999, ISBN 83-910406-3-1)